# Milczenie jest złotem
Milczenie jest złotem – polska komedia romantyczna w reżyserii Ewy Pytki.
Film został nakręcony w Warszawie.

## Fabuła
Praca Inge polega na zgrywaniu różnych dźwięków do ilustracji audycji radiowych i spotów reklamowych. Gdy odkryje, że jej partner zdradzał ją, to całe życie wydaje jej się pasmem niepowodzeń. Pewnego razu do Inge podchodzi pewien nieznajomy mężczyzna – Piotr. Nie mówiąc nic, całuje ją w usta, wręcza bukiet kwiatów i znika. Inga przez to zaskoczenie traci głos.

## Obsada
- Aneta Todorczuk-Perchuć – Inge
- Jan Wieczorkowski – Piotr
- Krzysztof Globisz – Psychoanalityk
- Edyta Olszówka – Ewa
- Jan Frycz – Ben
- Dorota Stalińska – Choreoterapeutka Zofia
- Bartek Kasprzykowski – Jurek
- Anna Chylarecka – Ania
- Sławomir Pacek – Wąsik
- Jakub Grzegorek – Policjant
- Jakub Strzelecki – przechodzień
- Paweł Burczyk – Krzysztof
- Barbara Kurzaj – Marysia
- Jakub Mazurek – Rocky